# Agylla arthona
Agylla arthona là một loài bướm đêm thuộc phân họ Arctiinae, họ Erebidae.